# Dave DeBusschere
David Albert "Dave" DeBusschere (Detroit, Míchigan; 16 de octubre de 1940-Nueva York; 14 de mayo de 2003) fue un jugador, entrenador y ejecutivo de baloncesto estadounidense cuya carrera profesional transcurrió entre las décadas de 1960 y 1970.
Además de jugador, durante tres temporadas fue jugador-entrenador en los Detroit Pistons, siendo el más joven de la historia en dirigir un equipo de la NBA, con tan solo 24 años. Además, durante la temporada 1962-63 jugó como profesional al béisbol, en la posición de pitcher en las Grandes Ligas con los Chicago White Sox. Falleció el 14 de mayo de 2003 en Nueva York a causa de un ataque al corazón.

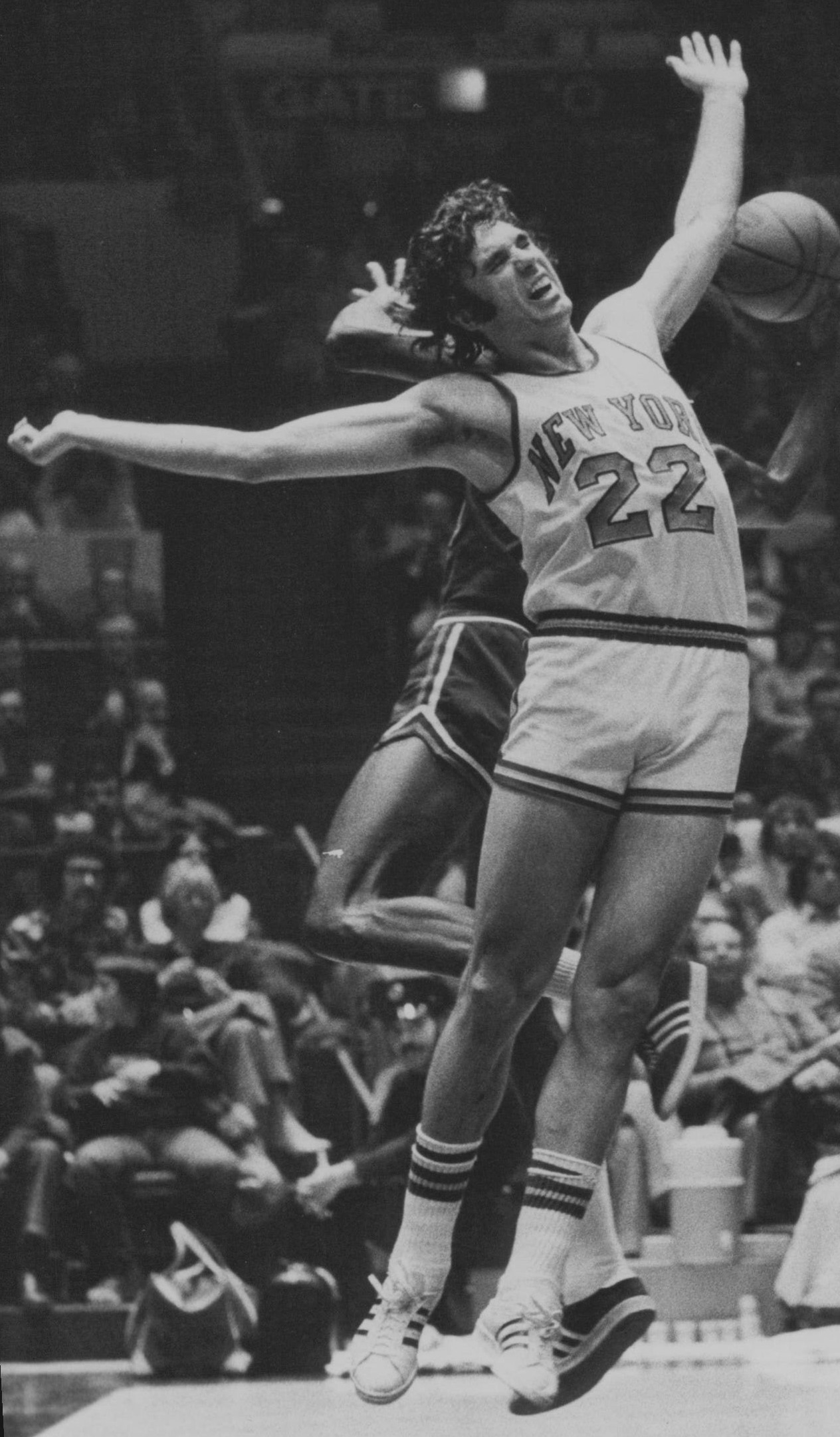
DeBusschere fue incluido en el Mejor Quinteto Defensivo cada temporada de su carrera después del inicio de la designación.

## Trayectoria deportiva

### Universidad
Sus tres años universitarios transcurrieron en Detroit Mercy, donde completó unas estadísticas 24,8 puntos y 19,4 rebotes. fue elegido Atleta del Año del estado de Míchigan en 1960.

### NBA
Fue elegido en la cuarta posición de la primera ronda del Draft de la NBA de 1962 por Detroit Pistons como elección territorial. En esa primera temporada consiguió un hueco en el quinteto ideal de rookies. Fue un jugador eminentemente defensivo, siendo incluido durante 6 años en el mejor quinteto defensivo de la liga. Entre 1965 y 1967 ejerció como jugador-entrenador para los Pistons. Fue traspasado a los New York Knicks a mediados de la temporada 1968-69, con los que consiguió dos títulos de la NBA, el primero ese mismo año, y el segundo en 1973. Su camiseta con el número 22 fue retirada por los Knicks, y hoy cuelga del techo del Madison Square Garden.

## Estadísticas de su carrera en la NBA
|  | Denota temporada en la que el equipo fue Campeón de la NBA |

### Temporada regular
| Año      | Equipo   | PJ  | PT | MPP  | %TC  | %3P | %TL  | RPP  | APP | ROB | TPP | PPP  |
| -------- | -------- | --- | -- | ---- | ---- | --- | ---- | ---- | --- | --- | --- | ---- |
| 1962-63  | Detroit  | 80  | –  | 29.4 | .430 | –   | .718 | 8.7  | 2.6 | –   | –   | 12.7 |
| 1963-64  | Detroit  | 15  | –  | 20.3 | .391 | –   | .581 | 7.0  | 1.5 | –   | –   | 8.6  |
| 1964-65  | Detroit  | 79  | –  | 35.1 | .425 | –   | .700 | 11.1 | 3.2 | –   | –   | 16.7 |
| 1965-66  | Detroit  | 79  | –  | 34.1 | .408 | –   | .659 | 11.6 | 2.6 | –   | –   | 16.4 |
| 1966-67  | Detroit  | 78  | –  | 37.1 | .415 | –   | .705 | 11.8 | 2.8 | –   | –   | 18.2 |
| 1967-68  | Detroit  | 80  | –  | 39.1 | .442 | –   | .664 | 13.5 | 2.3 | –   | –   | 17.9 |
| 1968-69  | Detroit  | 29  | –  | 37.7 | .447 | –   | .723 | 12.2 | 2.2 | –   | –   | 16.3 |
| 1968-69  | New York | 47  | –  | 39.4 | .442 | –   | .682 | 11.4 | 2.7 | –   | –   | 16.4 |
| 1969-70  | New York | 79  | –  | 33.3 | .451 | –   | .688 | 10.0 | 2.5 | –   | –   | 14.6 |
| 1970-71  | New York | 81  | –  | 35.7 | .421 | –   | .696 | 11.1 | 2.7 | –   | –   | 15.6 |
| 1971-72  | New York | 80  | –  | 38.4 | .427 | –   | .728 | 11.3 | 3.6 | –   | –   | 15.4 |
| 1972-73  | New York | 77  | –  | 36.7 | .435 | –   | .746 | 10.2 | 3.4 | –   | –   | 16.3 |
| 1973-74  | New York | 71  | –  | 38.0 | .461 | –   | .756 | 10.7 | 3.6 | 0.9 | 0.5 | 18.1 |
| Total    | Total    | 875 | –  | 35.7 | .432 | –   | .699 | 11.0 | 2.9 | 0.9 | 0.5 | 16.1 |
| All-Star | All-Star | 8   | 1  | 20.9 | .457 | –   | .750 | 6.4  | 1.4 | 0.1 | 0.0 | 9.6  |

### Playoffs
| Año   | Equipo   | PJ | PT | MPP  | %TC  | %3P | %TL  | RPP  | APP | ROB | TPP | PPP  |
| ----- | -------- | -- | -- | ---- | ---- | --- | ---- | ---- | --- | --- | --- | ---- |
| 1963  | Detroit  | 4  | –  | 39.8 | .424 | –   | .682 | 15.8 | 1.5 | –   | –   | 20.0 |
| 1968  | Detroit  | 6  | –  | 43.8 | .425 | –   | .578 | 16.2 | 2.2 | –   | –   | 19.3 |
| 1969  | New York | 10 | –  | 41.9 | .351 | –   | .820 | 14.8 | 3.3 | –   | –   | 16.3 |
| 1970  | New York | 19 | –  | 36.9 | .421 | –   | .662 | 11.6 | 2.4 | –   | –   | 16.1 |
| 1971  | New York | 12 | –  | 40.7 | .416 | –   | .659 | 13.0 | 1.8 | –   | –   | 16.4 |
| 1972  | New York | 16 | –  | 38.5 | .450 | –   | .750 | 12.1 | 2.3 | –   | –   | 16.6 |
| 1973  | New York | 17 | –  | 37.1 | .442 | –   | .775 | 10.5 | 3.4 | –   | –   | 15.6 |
| 1974  | New York | 12 | –  | 33.7 | .380 | –   | .621 | 8.3  | 3.2 | 0.6 | 0.3 | 12.0 |
| Total | Total    | 96 | –  | 38.4 | .416 | –   | .698 | 12.0 | 2.6 | 0.6 | 0.3 | 16.0 |